# NLRC5
NLRC4 (англ. NOD-like receptor C5) — цитозольный белок, Nod-подобный рецептор из подсемейства NOD, продукт гена NLRC5, участвует в регуляции врождённого иммунитета.

## Функции
Играет роль во врождённом иммунитете, регулирует активность интерферона. .
NLRC5 участвует в позитивной регуляции экспрессии генов главного комплекса гистосовместимости I класса . 

## Структура
NLRC5 — крупный белок, состоит из 1866 аминокислот, молекулярная масса — 204,6 кДа.  Молекула включает NACHT-домен с участком связывания АТФ и 26 LRR (лейцин-обогащённых)-повторов.
В результате альтернативного сплайсинга образуются шесть изоформ.
Взаимодействует с CHUK и IKBKB; предотвращает фосфорилирование CHUK и IKBKB и ингибирует их киназную активность. Взаимодействует с DDX58 and IFIH1; блокирует взаимодействие MAVS с DDX58. 

## Тканевая специфичность
Экспрессируется в селезёнке, вилочковой железе, лёгких, мозге, миндалинах, сердце и в предстательной железе.